# Иванов, Валерий Михайлович
Валерий Михайлович Иванов (21 декабря 1960, Опочка, Псковская область — 12 октября 2019, Москва) — российский военачальник. Начальник штаба — первый заместитель командующего Войсками воздушно-космической обороны (2011—2013), генерал-лейтенант.

## Биография
Родился 21 декабря 1960 года в городе Опочка Опочецкого района Псковской области. В 12 лет лишился родителей и родственников. Вместе с братом воспитывался в детском доме в Псковской области.
С 1978 года — на военной службе. В 1982 году окончил Днепропетровское высшее зенитное ракетное командное училище противовоздушной обороны.
В 1982—1987 годах служил офицером наведения, заместителем командира батареи и командиром батареи в частях Войск ПВО на Дальнем Востоке.
В 1987—1992 годах служил заместителем командира зенитного ракетного дивизиона по вооружению, командиром зенитного ракетного дивизиона в частях 19-й отдельной Краснознамённой армии ПВО в Закавказье.
В 1992—2000 годах вновь служил на Дальнем Востоке в частях 11-й отдельной Краснознамённой армии ПВО (с 1998 года — 11-я армия ВВС и ПВО): заместитель командира зенитного ракетного полка, командир зенитного ракетного полка, начальник зенитных ракетных войск корпуса ПВО, начальник штаба дивизии ПВО, начальник оперативного отдела штаба армии. В 1994 году окончил Военную командную академию ПВО имени Г. К. Жукова в городе Тверь.
В 1998—2000 годах — начальник штаба 8-го корпуса ПВО 11-й армии ВВС и ПВО (штаб корпуса — в городе Комсомольск-на-Амуре Хабаровского края). В 2000 году поступил в Военную академию Генерального штаба Вооружённых сил РФ, которую окончил в 2002 году.
В 2002—2003 годах — командир 76-й дивизии ПВО 14-й армии ВВС и ПВО (штаб дивизии — в городе Самара).
В 2003—2007 годах — командир 1-го Краснознамённого корпуса ПВО Особого назначения ордена Ленина Командования специального назначения (КСпН) ВВС России (штаб корпуса — город Балашиха Московской области).
С мая 2007 по март 2009 года — командующий 11-й Краснознамённой армией ВВС и ПВО, а с марта 2009 по октябрь 2010 года — командующий войсками 3-го Краснознамённого Командования ВВС и ПВО (ныне — вновь 11-я Краснознамённая армия ВВС и ПВО, штаб армии — в городе Хабаровск).
1 июня 2009 года управления КСпН и 1-го корпуса ПВО были переформированы в ордена Ленина оперативно-стратегическое командование воздушно-космической обороны (ОСК ВКО).
С 5 октября 2010 по 8 ноября 2011 года — командующий войсками оперативно-стратегического Командования воздушно-космической обороны (ВКО).
С 8 ноября 2011 года по 2013 год — начальник штаба — первый заместитель командующего Войсками воздушно-космической обороны (ВКО).
В 2013 году был отстранён от занимаемой должности по решению Балашихинского гарнизонного суда в связи с возбуждением против него уголовного дела о превышении должностных полномочий.
Проживал в Москве. Умер 12 октября 2019 года. Похоронен на Федеральном военном мемориальном кладбище.
Генерал-лейтенант.

## Награды
- Орден «За военные заслуги» (22.02.2004);
- орден За службу Родине в Вооружённых Силах СССР 3-й степени;
- медали СССР и Российской Федерации.